# 阿伊
阿伊为古埃及新王国时期第十八王朝的倒数第二位法老（约前1323年至约前1319年在位或约公元前1327年至公元前1323年在位）。阿伊的王位名Kheperkheperure意为“永恒是拉的表现”而本名伊特努特·阿伊则意为“神之父，阿伊”。阿伊的记录和古迹不多见，这不仅是因为他在位短暫，也是因为他的继任者霍朗赫布發動了針對他及所有阿马尔那时期法老的除忆诅咒。

## 資料
一般認為阿伊在圖坦卡門死後娶了他的遺孀同時也是自己外孫女的安卡珊.娜曼，（阿伊被認為是娜芙蒂蒂的親生父親）因為阿伊並沒有王族身份，他只是一個大臣，他原本是沒有資格繼承法老之位的，因此必須用這種方式取得繼承權。

## 大众文化
- Nefertiti, figlia del sole，1999年的电影，由Gennady Krihkina饰演阿伊。